# El Dínamo
El Dínamo es un periódico en línea chileno, fundado en 2010 por Sebastián Sichel y Juan José Santa Cruz.

## Historia
Luego de la derrota del candidato demócrata cristiano Eduardo Frei Ruiz-Tagle contra el empresario Sebastián Piñera (candidato de la centroderecha) en las elecciones presidenciales de Chile de 2009, Giro País decidió, a través de su entonces director ejecutivo Sebastián Iglesias, crear un medio que promueva una "cultura de la oposición en la actual Concertación",  ya que Giro País sería "un centro de acción más que de pensamiento y queremos que ponga ideas de centro y liberales capaces de traer a la nueva oposición la modernidad, que quedó atrás en el tiempo".[cita requerida]
Así se creó, oficialmente Ediciones Giro País SpA y fue constituida inicialmente por Mariana Aylwin,el abogado Luis Alberto Aninat Urrejola  y Juan José Santa Cruz, quien luego se convertiría en el financista y jefe de campaña de Andrés Velasco, ex ministro de Hacienda del primer gobierno de Michelle Bachelet (2006-2010).
A finales de 2009, Sebastián Sichel presentó el proyecto comunicacional que terminaría siendo El Dínamo. Posteriormente, el periódico contó con el apoyo del entonces democristiano Juan José Santa Cruz, líder del think tank Giro País.
En abril de 2025, el medio lanzó un evento de lanzamiento para presentar su cambio de diseño y de estructura, junto con el primer número de «Revista D», su primera revista quincenal en papel.
Para 2025, el directorio de El Dínamo está compuesto por Katherine Echaiz, Rafael Guilisasti, Juan José Santa Cruz, Mariana Aylwin, Ricardo Escobar y Fernando Alvear.